# Clathria selachia
Clathria selachia är en svampdjursart som beskrevs av Hooper 1996. Clathria selachia ingår i släktet Clathria och familjen Microcionidae. Inga underarter finns listade i Catalogue of Life.